# Brauneberg
Brauneberg település Németországban, Rajna-vidék-Pfalz tartományban. Lakosainak száma 1154 fő (2023. december 31.).

## Népesség
A település népességének változása:
| Lakosok száma | 1293 | 1172 | 1149 | 1136 | 1142 | 1154 |
|               | 1975 | 2017 | 2019 | 2021 | 2022 | 2023 |